# 启拉利輕機槍
启拉利轻机枪（SIG Neuhausen KE7）為一種瑞士製輕機槍。该枪重量较轻，构造简单、分解容易，携带方便。

## 历史
KE7轻机枪由帕尔·启拉利与Gotthard End在瑞士西格公司轻武器工厂设计，1929年在諾伊豪森投入生产。原枪为7.5毫米口径，但主要用户卻是以7.92×57毫米毛瑟彈為主力步槍子彈的中華民国。1928—1939年间，国民政府曾向瑞士西格公司购买了3,025挺及44,550个弹匣。該槍曾参与淞滬戰爭、第一次国共内战、第二次中日戰爭、第二次国共内战和韓戰。1935年5月25日，中國工農紅軍兵临大渡河，22名紅軍士兵夺取泸定桥时用来掩护友方的就是启拉利轻机枪，现該槍保留在中国人民革命军事博物馆。1943年常德会战中，余程万率领第五十七师守卫常德时也使用了启拉利轻机枪。 
1934—1936年四川軍閥劉湘所控制的的华西兴业公司在重庆大溪沟的华兴机器厂分三批次仿制了7,900挺启拉利輕機槍。因當時中國的工業基礎落後，很多結構複雜的武器無法生產，而启拉利轻机枪的結構簡單，零組件也較少，加工工具也不需要太講究，因此一般小間的機械廠就能製作，所以启拉利轻机枪也是國民革命軍對日抗戰時期產量位居第二的輕機槍。华兴机器厂仿制的启拉利轻机枪与原版稍有不同，最显著的特征是套筒上的圆形散热孔。所以有的资料也将其称为“重庆造花筒式轻机枪”。1937年10月26日，重庆行营与兵工署重庆办事处以40万元收购了华兴机器厂生产启拉利轻机枪的机器设备，改称“四川第一兵工厂机枪厂”，1938年7月并入第二十一工厂。不過這種班用支援火力，後來因為綜合性能沒有捷克式輕機槍來得好，所以最後還是被產量第一的捷克式輕機槍給替代。後來启拉利轻机枪在國共內戰時也被中國共產黨的軍隊大量繳獲過。
瑞士SIG原廠也曾把启拉利輕機槍出口到拉丁美洲与埃塞俄比亚。

## 作品中出現的KE7輕機槍
遊戲
- 《戰地風雲5》：作為支援兵種可使用之武器。
- 《應徵入伍》：作為日軍科技樹武器。